# FUS
FUS（fused in sarcoma）は、ヒトではFUS遺伝子にコードされるタンパク質である。TLS（translocated in liposarcoma）、hnRNP P2（heterogeneous nuclear ribonucleoprotein P2）としても知られる。

## 発見
FUS/TLSは当初、ヒトのがん、特に脂肪肉腫において染色体転座によって産生されるようになる融合タンパク質（FUS-CHOP）として同定された。これらの例では、FUS/TLSのプロモーター領域とN末端部分がさまざまなDNA結合型転写因子（CHOPなど）のC末端ドメインへ転座した結果、融合タンパク質に強力な転写活性化能が生じている。
またそれとは独立に、FUS/TLSはpre-mRNAの成熟に関与する複合体のサブユニットhnRNP P2タンパク質としても同定された。

## 構造
FUS/TLSはFETファミリーの一員であり、このファミリーには他にEWS、TBP随伴因子TAFII68/TAF15、ショウジョウバエのcabeza/SARFタンパク質などが含まれる。
FUS/TLS、EWS、TAF15は類似した構造を持ち、N末端のQGSYリッチ領域、高度に保存されたRNA認識モチーフ（RRM）、アルギニン残基が広くジメチル化された複数のRGGリピート、C末端のジンクフィンガーモチーフによって特徴づけられる。

## 機能
FUSのN末端領域は転写活性化、C末端領域はタンパク質やRNAへの結合に関与しているようである。また、FUS遺伝子には、AP-2、GCF、Sp1などの転写因子の認識部位が同定されている。
In vitroでは、FUS/TLSはRNA、一本鎖DNA、そして（低い親和性で）二本鎖DNAに結合することが示されている。FUS/TLSのRNAやDNAへの結合の配列特異性ははっきりしていないが、SELEX法では、FUS/TLSが結合するRNA配列の約半数に共通するGGUGモチーフが同定されている。GGUGモチーフはRRMではなく、ジンクフィンガードメインによって認識されていることが後に提唱されている。さらに、FUS/TLSはアクチン安定化タンパク質Nd1-LのｍRNAの3' UTR上の比較的長い領域に結合することが知られており、特定の短い配列を認識するのではなく、複数のモチーフや二次構造と相互作用することが示唆されている。FUS/TLSはin vitroではヒトのテロメアRNA(UUAGGG)4や一本鎖テロメアDNAにも結合する。
核酸への結合の他にも、FUS/TLSは転写開始に影響を与える基本転写因子やより専門的な因子とも結合することが知られている。FUS/TLSはいくつかの核内受容体やSpi-1/PU.1などの遺伝子特異的転写因子、NF-κBなどと相互作用する。基本転写装置とも結合し、RNAポリメラーゼIIやTFIID複合体と相互作用して転写開始やプロモーターの選択に影響を与えている可能性がある。また、FUS/TLSはRNAポリメラーゼIIIによる転写を抑制し、TBPやTFIIIB複合体と共免沈されることが示されている。

### FUSを介したDNA修復
FUSはDNA損傷部位に非常に迅速に出現し、DNA修復応答を指揮していることが示唆される。神経細胞におけるDNA損傷応答におけるFUSの機能には、ヒストンデアセチラーゼHDAC1との直接的な相互作用が関与している。二本鎖切断部位へのFUSのリクルートはDNA損傷シグナルの伝達、そしてDNA損傷修復に重要である。神経細胞では、FUSの機能喪失によってDNA損傷が増加する。FUSの核局在配列の変異はPARP依存的なDNA損傷応答の機能不全をもたらす。その結果、神経変性とFUS凝集体の形成が引き起こされる。こうしたFUS凝集体は筋萎縮性側索硬化症（ALS）の病理的特徴の1つである。

## 臨床的意義
FUS遺伝子の再編成は、粘液型脂肪肉腫、低悪性度線維粘液性肉腫、ユーイング肉腫その他のさまざまな悪性・良性腫瘍の病因への関与が示唆されている。
2009年に2つの異なる研究グループによってALS6型の表現型を示す無関係な26家族の解析が行われ、FUS遺伝子に14種類の変異が発見された。
続いて、FUSは前頭側頭型認知症（FTD）のサブグループ、それまで神経細胞性中間径フィラメント封入体病（NIFID）として知られていた、ユビキチン封入体陽性、TDP-43やタウ封入体陰性、そして封入体の一部にα-インターネキシンが含まれることで特徴づけられていたサブグループにおいて、FUSが重要な病因タンパク質として浮上した。現在、FUS封入体を有する前頭側頭葉変性症（FTLD-FUS）のサブタイプとみなされている疾患には、ユビキチン封入体を伴う非定型的FTLD（aFTLD-U）、NIFID、好塩基性封入体病（BIBD）があり、ALS-FUSとともにFUS-プロテオパチーを構成している。

### ALSにおける毒性機構
変異型FUSがALSを引き起こす毒性の機構は現在のところ不明である。ALSと関連した変異の多くがC末端の核局在シグナルに位置していることが知られており、そのため野生型FUSは主に核に局在するのに対し、これらの変異型FUSは細胞質に局在する。このことは、核内機能の喪失もしくは細胞質機能による毒性の獲得のいずれかがこのタイプのALSの発症の原因となっていることを示唆している。FUSを発現しないマウスモデル（そのため核内のFUSの機能を完全に喪失する）では明確なALS様症状は出現しないため、多くの研究者は細胞質機能による毒性の獲得の可能性が高いと考えている。

## 相互作用
FUSは次に挙げる因子と相互作用することが示されている。
- FUSIP1（英語版）/SRSF10[31]
- HDAC1（英語版）[33]
- ILF3（英語版）[44]
- PRMT1（英語版）[45][46][47]
- RELA（英語版）[28]
- RNAポリメラーゼII（CTD）[48]
- SPI1（英語版）[27]
- TNPO1（英語版）[49][50]

## 関連文献
- “Retroviral transduction of TLS-ERG initiates a leukemogenic program in normal human hematopoietic cells”. Proc. Natl. Acad. Sci. U.S.A. 95 (14):  8239–44. (July 1998). Bibcode: 1998PNAS...95.8239P. doi:10.1073/pnas.95.14.8239. PMC 20960. PMID 9653171.
- “Inhibition of apoptosis by normal and aberrant Fli-1 and erg proteins involved in human solid tumors and leukemias”. Oncogene 14 (11):  1259–68. (March 1997). doi:10.1038/sj.onc.1201099. PMID 9178886.
- “Unfolding new mechanisms of alcoholic liver disease in the endoplasmic reticulum”. J. Gastroenterol. Hepatol. 21 Suppl 3:  S7–9. (2007). doi:10.1111/j.1440-1746.2006.04581.x. PMID 16958678.
- “Characterization of the CHOP breakpoints and fusion transcripts in myxoid liposarcomas with the 12;16 translocation”. Cancer Res. 54 (24):  6500–3. (1995). PMID 7987849.
- “An RNA-binding protein gene, TLS/FUS, is fused to ERG in human myeloid leukemia with t(16;21) chromosomal translocation”. Cancer Res. 54 (11):  2865–8. (1994). PMID 8187069.
- “Expression patterns of the human sarcoma-associated genes FUS and EWS and the genomic structure of FUS”. Genomics 37 (1):  1–8. (1997). doi:10.1006/geno.1996.0513. PMID 8921363.
- “TLS (FUS) binds RNA in vivo and engages in nucleo-cytoplasmic shuttling”. J. Cell Sci. 110 (15):  1741–50. (1997). doi:10.1242/jcs.110.15.1741. PMID 9264461.
- “TLS (translocated-in-liposarcoma) is a high-affinity interactor for steroid, thyroid hormone, and retinoid receptors”. Mol. Endocrinol. 12 (1):  4–18. (1998). doi:10.1210/mend.12.1.0043. PMID 9440806.
- “The transcription factor Spi-1/PU.1 interacts with the potential splicing factor TLS”. J. Biol. Chem. 273 (9):  4838–42. (1998). doi:10.1074/jbc.273.9.4838. PMID 9478924.
- “The transcriptional repressor ZFM1 interacts with and modulates the ability of EWS to activate transcription”. J. Biol. Chem. 273 (29):  18086–91. (1998). doi:10.1074/jbc.273.29.18086. PMID 9660765.
- “Oncoprotein TLS interacts with serine-arginine proteins involved in RNA splicing”. J. Biol. Chem. 273 (43):  27761–4. (1998). doi:10.1074/jbc.273.43.27761. PMID 9774382.
- “Human POMp75 is identified as the pro-oncoprotein TLS/FUS: both POMp75 and POMp100 DNA homologous pairing activities are associated to cell proliferation”. Oncogene 18 (31):  4515–21. (1999). doi:10.1038/sj.onc.1203048. PMID 10442642.
- “Human 75-kDa DNA-pairing protein is identical to the pro-oncoprotein TLS/FUS and is able to promote D-loop formation”. J. Biol. Chem. 274 (48):  34337–42. (1999). doi:10.1074/jbc.274.48.34337. PMID 10567410.
- “TLS-ERG Leukemia Fusion Protein Inhibits RNA Splicing Mediated by Serine-Arginine Proteins”. Mol. Cell. Biol. 20 (10):  3345–54. (2000). doi:10.1128/MCB.20.10.3345-3354.2000. PMC 85627. PMID 10779324.
- “Proteomic analysis of NMDA receptor-adhesion protein signaling complexes”. Nat. Neurosci. 3 (7):  661–9. (2000). doi:10.1038/76615. hdl:1842/742. PMID 10862698.
- “Involvement of the pro-oncoprotein TLS (translocated in liposarcoma) in nuclear factor-kappa B p65-mediated transcription as a coactivator”. J. Biol. Chem. 276 (16):  13395–401. (2001). doi:10.1074/jbc.M011176200. PMID 11278855.
- “Characterization of two evolutionarily conserved, alternatively spliced nuclear phosphoproteins, NFAR-1 and -2, that function in mRNA processing and interact with the double-stranded RNA-dependent protein kinase, PKR”. J. Biol. Chem. 276 (34):  32300–12. (2001). doi:10.1074/jbc.M104207200. PMID 11438536.
- “PABP1 identified as an arginine methyltransferase substrate using high-density protein arrays”. EMBO Rep. 3 (3):  268–73. (2002). doi:10.1093/embo-reports/kvf052. PMC 1084016. PMID 11850402.